# Kelley Mack
Kelley Mack, de son vrai nom Kelley Lynne Klebenow, est une actrice américaine née le 10 juillet 1992 à Cincinnati et morte dans cette même ville le 2 août 2025.
Elle est principalement connue pour son rôle d’Addy dans la série post-apocalyptique The Walking Dead (2018-2019).

## Biographie
Kelley Mack naît à Cincinnati dans l'Ohio. Elle est la sœur de l’acteur Parker Mack. Dès l'enfance, elle tourne dans des publicités pour Budweiser, Dr Pepper ou encore Dairy Queen.
Elle décroche son premier rôle dans le court métrage The Elephant Garden (2008), récompensé au Tribeca Film Festival. Elle est diplômée en 2010 de la Hinsdale Central High School, puis obtient un diplôme en réalisation cinématographique à la Chapman University en 2014.

### Mort
En août 2025, la famille de Kelley Mack annonce son décès des suites d’un gliome diffus médian, une tumeur cérébrale rare et incurable. Elle était atteinte de cette affection depuis plusieurs mois.

## Carrière

### Télévision
Elle débute à la télévision dans des séries comme Unusual Suspects ou Grayson: Earth One. Elle se fait surtout connaître grâce à son rôle récurrent d’Addy dans la série à succès The Walking Dead entre 2018 et 2019.
Elle apparaît aussi dans 9-1-1 (FOX) et Chicago Med en tant que guest-star.

### Cinéma
Kelley Mack joue dans plusieurs films indépendants : Broadcast Signal Intrusion, Shot in the Dark, Mr. Manhattan et Delicate Arch. En 2025, elle termine le tournage de Universal, film de science-fiction produit avant son décès.

### Autres projets
En parallèle de sa carrière d’actrice, elle coécrit un drame familial intitulé On the Black avec sa mère Kristen Klebenow.

## Filmographie

### Cinéma
- 2021 : Broadcast Signal Intrusion : Alice
- 2021 : Shot in the Dark : Sheryl Johns
- 2024 : Mr. Manhattan : Tina
- 2024 : Delicate Arch : Wilda
- 2025 : Universal : Ricky

### Télévision
- 2018 - 2019 : The Walking Dead : Addy (5 épisodes)
- 2019 : 9-1-1 : Une femme
- 2022 : Chicago Med : Penelope Jacobs